# فضاء متراص
في الرياضيات، يطلق على مجموعة جزئية من الفضاء الإقليدي اسم فضاء متراص إذا كانت مغلقة ومحدودة. على سبيل المثال في مجموعة الأعداد الحقيقية R تكون المجموعة الجزئية [0, 1] هي مجموعة متراصة ولكن ذات المجموعة في مجموعة الأعداد الصحيحة لا تكون متراصة (لأنها ليست محدودة).
بتعريف أكثر حداثة، يطلق على فضاء طوبولوجي اسم فضاء متراص إذا كان كل من أغطيته المفتوحة لها غطاء جزئي منتهي.